# Luis Andrés Vargas Gómez
Luis Andrés Vargas Gómez (* 14. Mai 1915 in Havanna; † 13. Januar 2003 in Coral Gables) war ein kubanischer Anwalt, Ökonom, Diplomat sowie Anti-Castro-Aktivist.

## Leben
Der Sohn von Pedro Vargas und Margarita Gómez Toro (Tochter des Generals und Unabhängigkeitshelden Máximo Gómez) studierte an der Universität von Havanna und erwarb dort 1944 den Doktorgrad. 1936 schlug er die Diplomatenlaufbahn im kubanischen Außenministerium ein.
Nach der Regierungsübernahme Fidel Castros 1959 übernahm Luis Andrés Vargas Gómez zunächst den Posten des Ständigen Vertreters Kubas bei den Vereinten Nationen in Genf, ging aber 1960 ins Exil nach Florida. Hier war er an den Planungen und Vorbereitungen der Invasion in der Schweinebucht beteiligt. Fünf Tage vor dem Beginn der Invasion kehrte Luis Andrés Vargas Gómez nach Kuba zurück. Nach dem Scheitern des Unternehmens wurde er vom Castro-Regime verhaftet und zunächst zum Tode verurteilt. Später wurde das Urteil in eine 30-jährige Haftstrafe umgewandelt. Nach über 20 Jahren in Haft wurde er 1982 freigelassen. Nach Verhandlungen des US-amerikanischen Bürgerrechtlers Jesse Jackson (der die Freilassung 25 Politischer Gefangener erreichte) mit Fidel Castro durfte Vargas zu seiner Frau ausreisen, die im Exil in Florida lebte.
In den USA leitete er das Institut für Lateinamerikastudien der katholischen St. Thomas University in Miami und engagierte er sich in der exilkubanischen Opposition. Von 1986 bis 1999 hatte er eine Kolumne in der spanischsprachigen Zeitung El Nuevo Herald. Er starb 87-jährig an Nierenversagen.